# Caribbean Airlines
Caribbean Airlines est la compagnie aérienne nationale de la République de Trinité-et-Tobago.
Elle a été créée en 2006 pour remplacer BWIA (British West Indies Airlines), dont elle a repris le code IATA (BW) et le réseau. Elle a commencé ses opérations le 1er janvier 2007.

## Emblème et couleurs
L'emblème de Caribbean Airlines est le colibri, oiseau caractéristique de la faune de Trinité-et-Tobago. L'ancien emblème de BWIA était un steelpan (instrument de musique à percussion élaboré à partir d'un fût en acier) utilisé par les steelbands, autre symbole de Trinité-et-Tobago.

## Acquisition
Le 28 avril 2010, sous l'impulsion de son Conseil d'Administration et de son conseiller spécial le Pr Jean-Frédéric Mognetti (IMD - Lausanne), Caribbean Airlines a fait l'acquisition de la compagnie Air Jamaica, qui a cessé d'opérer le 12 avril 2010.
Par cette acquisition, Caribbean Airlines est devenue aussi, le 1er mai 2010, la compagnie officielle de la Jamaïque. La Jamaïque est aujourd'hui actionnaire à hauteur de 16 % de Caribbean Airlines, la majorité du capital étant détenue par la république de Trinité-et-Tobago.

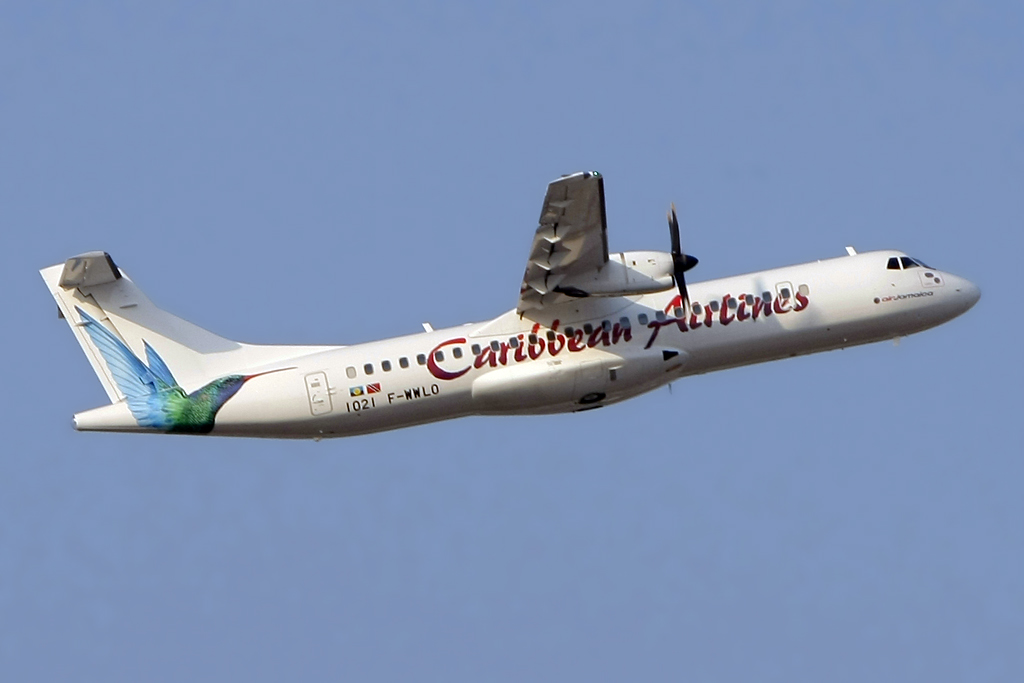
ATR 72-600

## Base et Réseau
La base historique de BWIA et désormais de Caribbean Airlines est l'aéroport international de Piarco, desservant Port-of-Spain, à Trinité-et-Tobago.
Avec l'acquisition d'Air Jamaica, Caribbean Airlines dispose désormais d'une seconde base : l'aéroport international Norman-Manley de Kingston (Jamaïque).
Le réseau Caribbean Airlines dessert Londres (en partage de code avec British Airways), Toronto (Canada), New York, Fort Lauderdale, Miami (États-Unis), la Jamaïque, Saint-Martin, Antigua, la Barbade, Tobago, Caracas, Georgetown (Guyana) et Paramaribo (Suriname).

## Flotte

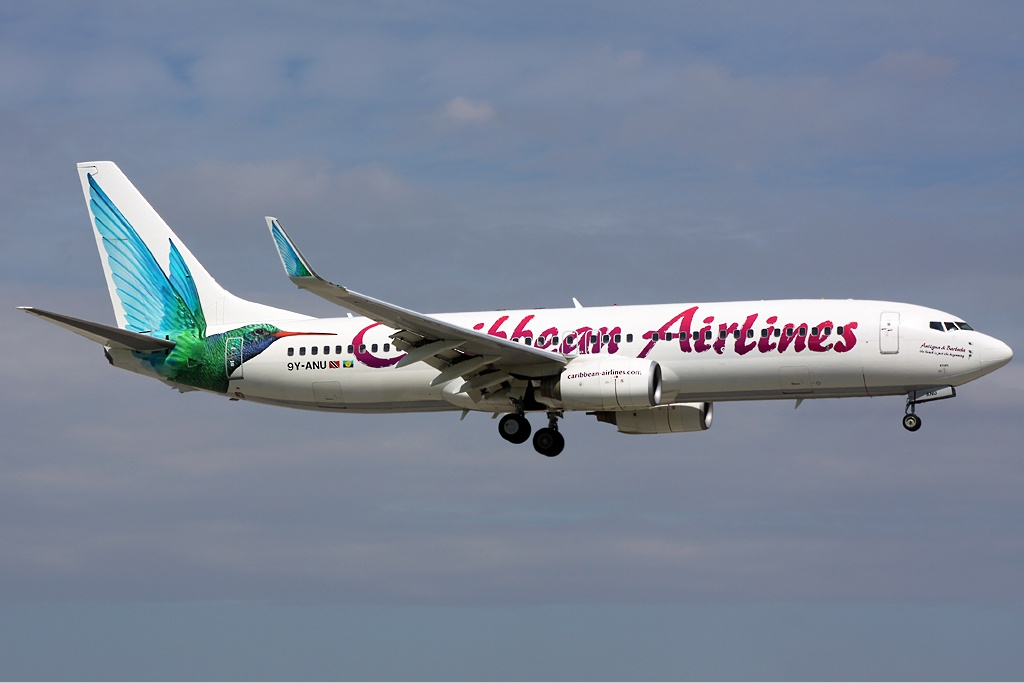
Boeing 737-800 aux couleurs de Caribbean Airlines.

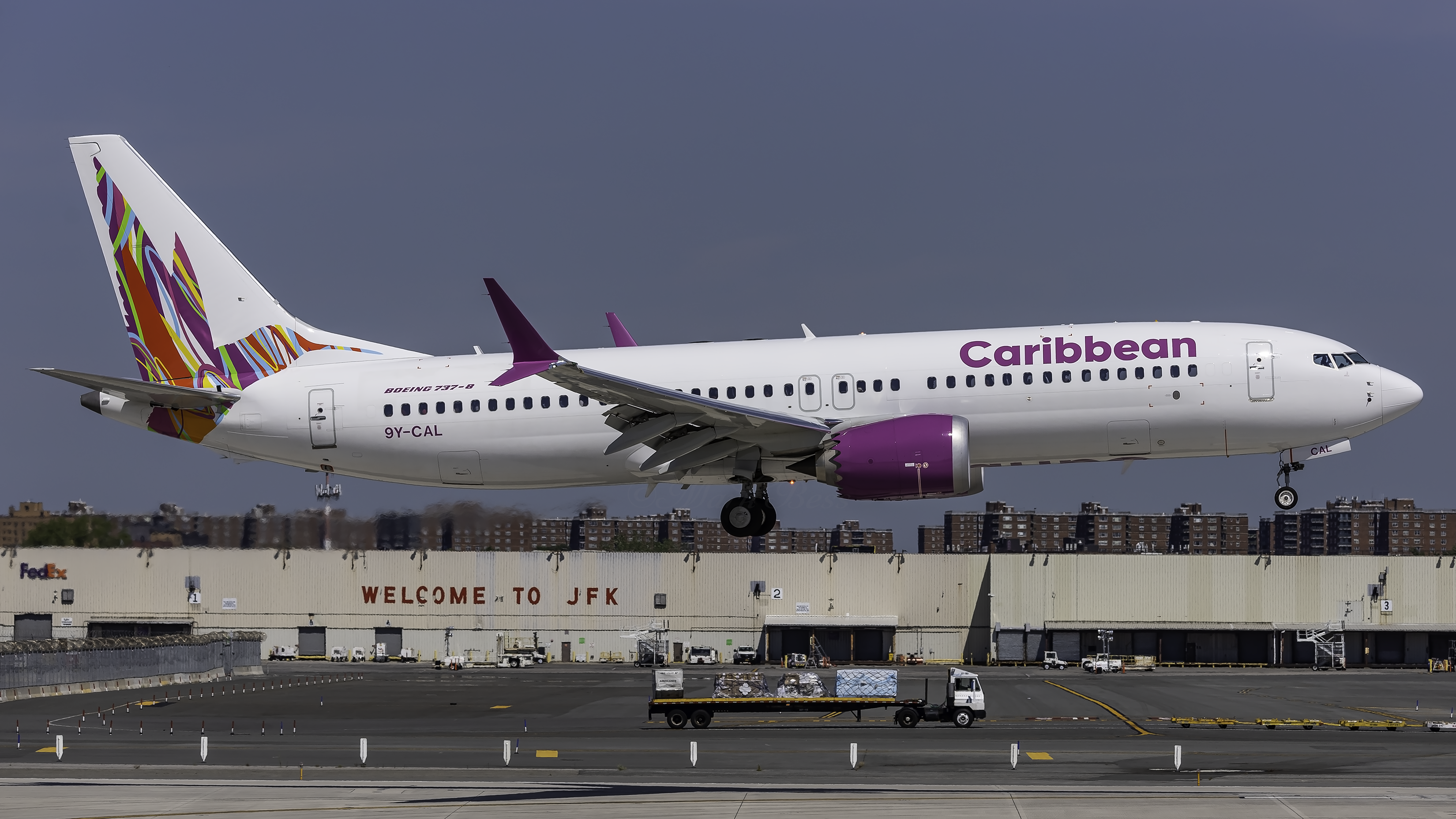
Boeing 737 MAX 8 aux nouvelles couleurs de Caribbean Airlines.

Depuis janvier 2023, la flotte de Caribbean Airlines se compose des appareils suivants:
| Appareil         | En service | Commandes | Passagers | Passagers | Passagers | Passagers | Remarques                                                          |
| Appareil         | En service | Commandes | C         | Y+        | Y         | Total     | Remarques                                                          |
| ---------------- | ---------- | --------- | --------- | --------- | --------- | --------- | ------------------------------------------------------------------ |
| ATR 72-600       | 7          | —         | —         | —         | 68        | 68        | Deux appareils en location.                                        |
| Boeing 737-800   | 1          | —         | 12        | 42        | 96        | 150       | Doivent être remplacés par des Boeing 737 MAX 8.                   |
| Boeing 737 MAX 8 | 9          | 3         | 16        | 36        | 108       | 160       | Livraisons à partir de 2019. Doivent remplacer les Boeing 737-800. |
| Total            | 17         | 3         |           |           |           |           |                                                                    |

### Flotte historique
Voici les appareils précédemment exploités par la compagnie aérienne :
- Airbus A340-300 ;
- Boeing 767-300ER ;
- Bombardier Q300.